# Séry-Magneval

Séry-Magneval este o comună în departamentul Oise, Franța. În 1 ianuarie 2022 avea o populație de 272 de locuitori.